# Gert Vincent
Gert Vincent (født 6. februar 1955 i Faaborg) er en dansk guitarist og trommeslager. Han har været med i Lars Lilholt Band siden bandets start i 1982. Dengang var han trommeslager, men efterhånden blev guitaren hans faste instrument. Gert har også selv udgivet cd'er.

## Solo diskografi
- Jaba Jaba
- Hiv Stikket Ud